# Les noisettes
Les noisettes (conhecido no Brasil como As Apanhadoras de Nozes) é um quadro do pintor francês William-Adolphe Bouguereau,

## Descrição
Pintado em 1882, em óleo sobre tela e mede 176 cm por 131 cm. É uma representação de duas jovens mulheres descansando após haberem recolhido nozes. A pintura foi doada em 1954 por William E. Scripps ao Detroit Institute of Arts onde atualmente encontra-se em exposição permanente.